# Morphy (Leiden)

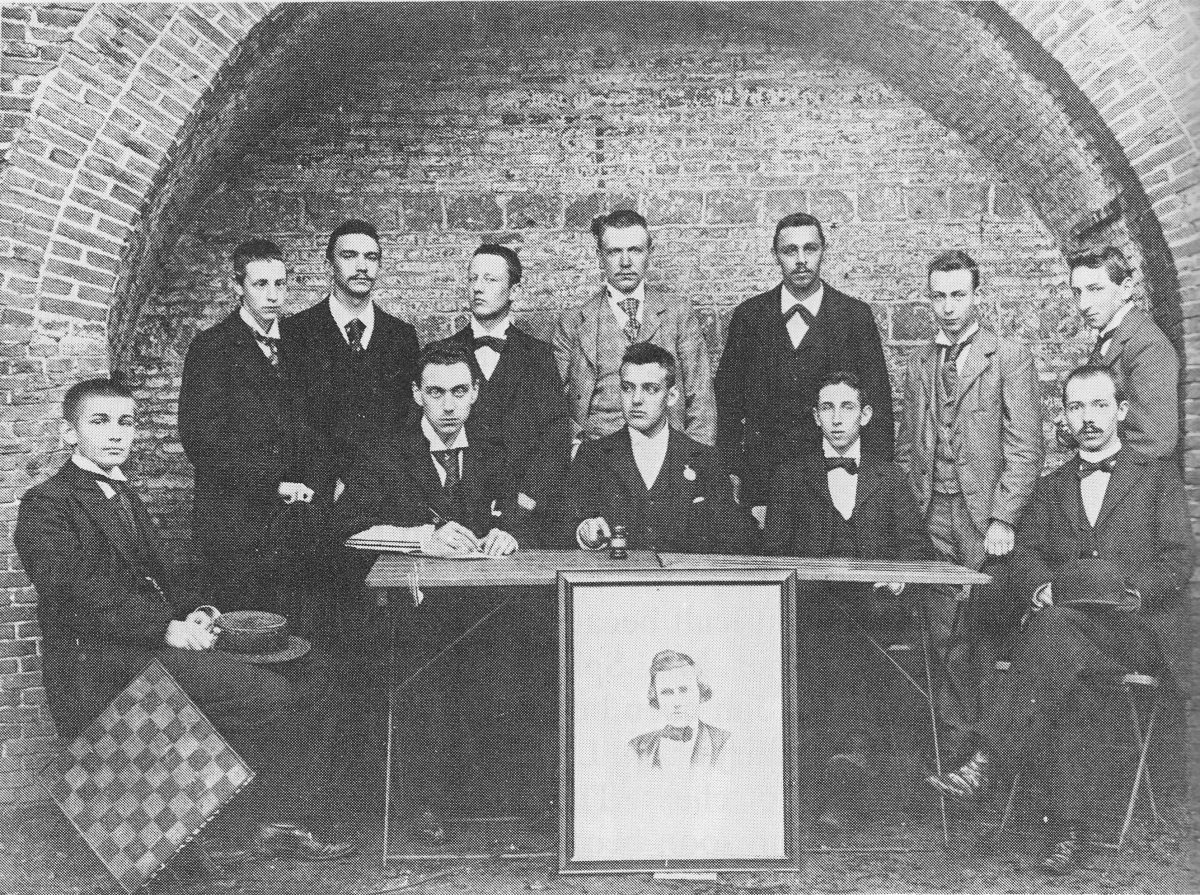
Groepsfoto van Morphy uit 1896, Leiden

Morphy was een schaakvereniging die in 1893 begon als scholierenschaakvereniging en in korte tijd uitgroeide tot een van de sterkste schaakverenigingen van Nederland. De vereniging was genoemd naar de beroemde schaker Paul Morphy.

## Geschiedenis
Morphy werd op 28 december 1893 door scholieren van de Hogereburgerschool, waaronder Johannes Esser, opgericht.
Het zou in de loop van de jaren een aantal sterke spelers in zich verenigen, die ook na het verlaten van de school nog lid bleven, zoals de eerder genoemde Esser, B. Leussen, J.J. Colpa, W.C. van der Meulen en R. van Dam. De vereniging trok daardoor ook anderen aan en zou daarmee niet langer uitsluitend voor scholieren zijn.
De vereniging werd aan het einde van de eeuw een van de sterkste verenigingen van Nederland, maar ondanks het succes vertrokken leden en werd de vereniging in 1901 opgeheven.

## Varia
Er zijn in de loop van de schaakgeschiedenis wereldwijd vele schaakverenigingen naar Paul Morphy genoemd. In Nederland alleen al zijn er van de negentiende eeuw ten minste 22 'Morphy' schaakverenigingen bekend, waarvan drie uit Leiden, waaronder de hier beschreven vereniging en L.S.S.G. Morphy.